# Antagora di Rodi
Antagora di Rodi (in greco Ἀνταγόρας Antagòrās; Rodi, metà III secolo a.C. – ...) è stato un poeta greco antico fiorito intorno al 270 a.C..

## Biografia
Nato a Rodi, Antagora soggiornò a lungo ad Atene, dove divenne amico dei filosofi accademici Polemone e Cratete.

Spostatosi in Beozia, dove aveva intenzione di leggere pubblicamente un suo poema sulle leggende del ciclo tebano, si narra che, quando l'opera fu letta ai Beoti, questi lo trovarono talmente noioso da non riuscire a trattenere gli sbadigli: il poeta avrebbe, allora, interrotto la lettura e offeso l'uditorio, facendo riferimento alla proverbiale ignoranza dei Beoti.
In seguito, fu amico e cortigiano di Antigono II Gonata, quindi operante a Pella, alla corte del sovrano, in un periodo compreso tra il 277 e il 239 a.C. e contemporaneo di Arato.

Si narra che fosse amante della bella vita e Plutarco e Ateneo riferiscono alcuni aneddoti su di lui, dipigendolo anche come un raffinato gourmet, esperto di pesci.

## Opere
Antagora scrisse, come detto, un poema epico intitolato Tebaide (Θηβαΐς). Si conosce, inoltre, un suo Inno a Eros, di cui restano sette versi in cui, con domanda retorica, ripercorre i diversi miti sulle genealogie del dio.

Compose, inoltre, epigrammi, due dei quali sono sopravvissuti e trattanti uno la morte degli amici filosofi Polemone e Cratete, l'altro l'innalzamento di un ponte eretto, nel 320, da Senocle di Lindo sulla strada che conduceva ad un tempio di Demetra.